# Den Danske Frimurerorden

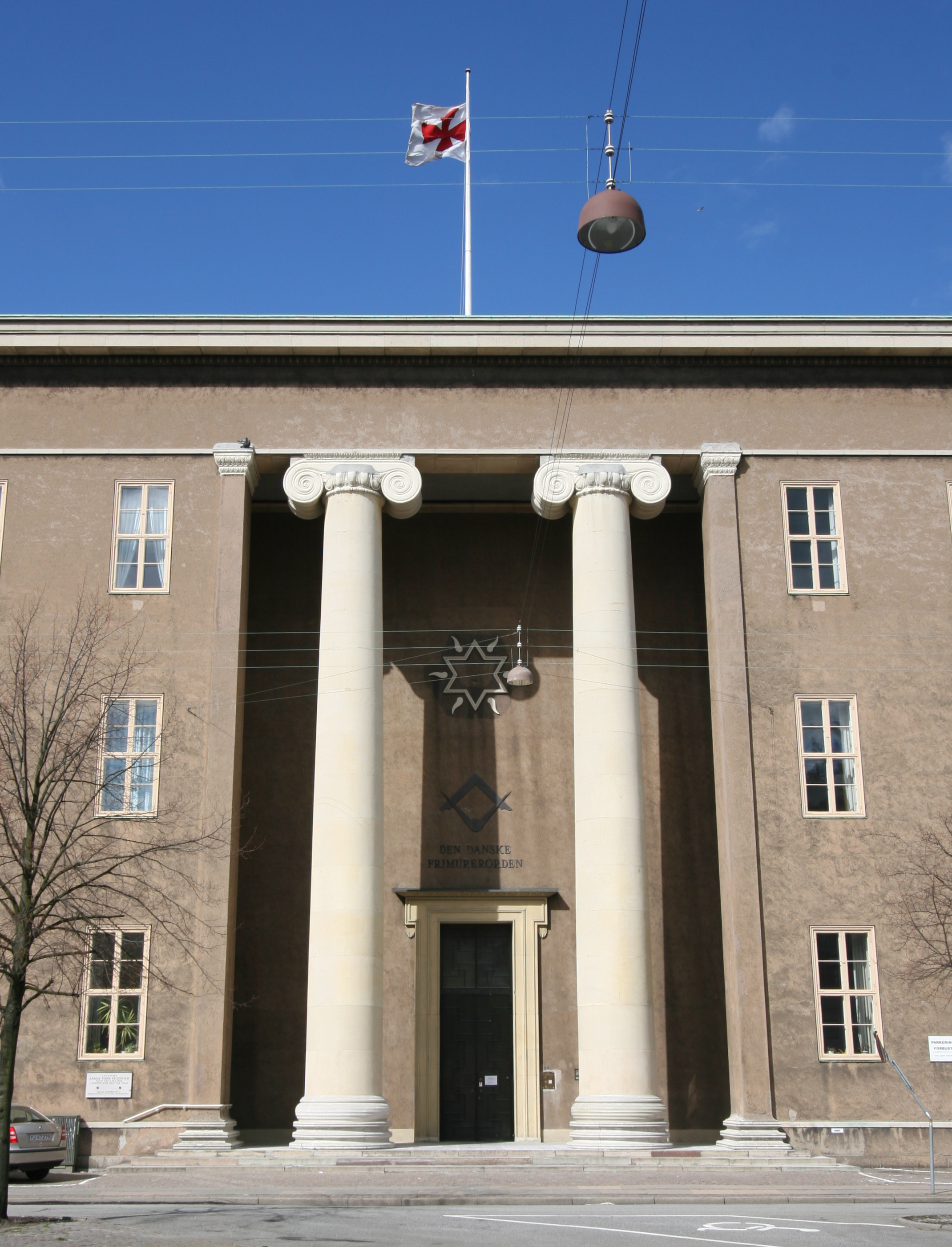
Den Danske Frimurerorden

Den Danske Frimurerorden – największa organizacja masońska w Danii. Pierwsza loża St. Martin powstała w 1743 roku w Kopenhadze. Jest tym samym najstarszą organizacją masońską w Danii. Jest uznawana za regularną przez Zjednoczoną Wielką Lożę Anglii. Pracuje w rycie szwedzkim. Ma około 10 tys. członków. Składa się ze 100 lóż. Dawniej wielkimi mistrzami byli królowie Danii, obecnie są to osoby bez pochodzenia arystokratycznego.
- Oficjalna strona